# Lycode à carreaux
Lycodes vahlii
Espèce
La Lycode à carreaux (Lycodes vahlii) est un poisson d'eau de mer de la famille des zoarcidés.

## Distribution
Cette espèce se rencontre dans l'Atlantique Nord et dans l'Arctique, le long des côtes de l'Islande, dans le sud-ouest de la mer de Barents, le long des côtes de Norvège, entre Skagerrak et le détroit de Cattégat, et le sud-ouest du Groenland jusqu'à la Nouvelle-Écosse.

## Description
Lycodes vahlii ressemble un peu à l'anguille ou encore au Loup tacheté. Elle peut atteindre une taille maximale de 500 mm, toutefois les spécimens en dehors de la zone scandinavienne mesurent rarement plus de 250 à 300 mm. Sa nageoire anale mesure un peu plus de la moitié de la longueur totale. Sa bouche se termine sous le milieu de l’œil. Les juvéniles présentent des bandes beige foncé. Les adultes ont des bandes plus pâles et indistinctes.

## Source
- Fiche d'identification du Ministère des Pêches et des Océans du Canada.